# Adventure Game Interpreter
AGI (Adventure Game Interpreter) è uno strumento di sviluppo utilizzato da Sierra Online per i suoi primi giochi d'avventura.
Il primo gioco, King's Quest, utilizzava un linguaggio chiamato "Game Assembly Language" (*.gal), progettato da Arthur Abraham. Quando il progettista se ne andò, Sierra non fu in grado di completare il gioco che doveva dimostrare la tecnologia dell'IBM PCjr. Allora la IBM donò uno dei suoi prodotti, AGI, alla Sierra per permettere di continuare lo sviluppo di King's Quest.
Quando AGI debuttò a metà degli anni 1980, fu una tecnologia innovativa per quei tempi. Le versioni successivi sfruttavano le schede grafiche EGA a 16 colori.
Alla fine degli anni 1980, la risoluzione dello schermo 160×200 iniziò a mostrare i suoi limite e non poteva competere con altri motori come SCUMM della Lucasfilm Games, che aveva anche il supporto al  mouse. Nel 1990, Sierra abbandonò AGI e iniziò ad utilizzare il motore SCI (Sierra's Creative Interpreter) per i suoi giochi d'avventura.
Il sistema AGI inizialmente girava sulle piattaforme IBM PCjr e compatibili. Successivamente fu portato su altre piattaforme come Apple II, Apple IIGS, Apple Macintosh, Amiga e Atari ST.

## Lista di giochi AGI
Questa è una lista di giochi fatti da Sierra in ordine cronologico. 
- King's Quest I: Quest for the Crown (1984)
- King's Quest II: Romancing the Throne (1985)
- The Black Cauldron (1986)
- Donald Duck's Playground (1986)
- King's Quest III: To Heir Is Human (1986)
- Space Quest I: The Sarien Encounter (1986)
- Leisure Suit Larry in the Land of the Lounge Lizards (1987)
- Mixed-Up Mother Goose (1987)
- Police Quest: In Pursuit of the Death Angel (1987)
- Space Quest II: Vohaul's Revenge (1987)
- Gold Rush! (1988)
- Manhunter: New York (1988)
- King's Quest IV: The Perils of Rosella (1988) *
- Manhunter 2: San Francisco (1989)

* King's Quest IV fu progettato nei formati AGI e SCI. Il vantaggio principale di SCI era una risoluzione più alta (320x200 anziché 160x200), supporto alla scheda sonora e al mouse, un motore di scripting più versatile.